# Минц, Лев Ефимович
Лев Ефи́мович Минц (25 января 1893, Витебск — 8 июня 1979, Москва) — советский экономист, статистик, доктор экономических наук (1966), профессор, лауреат Государственной премии СССР (1968).

## Биография
Сын торговца посудой Хаима Мовшевича Минца. Член РСДРП с 1910 года, меньшевик.
Окончил Киевский коммерческий институт (1914), получив звание кандидата экономических наук первого разряда. Затем в течение 1914—1916 годов учился на сельскохозяйственном отделении Киевского политехнического института. Научную деятельность начал в 1918 году в отделе экономических исследований ВСНХ. Долгое время (1920—1930 гг.) работал на посту заведующего Отделом статистики труда Народного комиссариата труда СССР, являлся членом Статплана СССР (1929—1930).
В 1930-м арестован по делу Промпартии. В 1940-х вернулся в Москву по протекции академика Струмилина. В 1949 выслан в Красноярск. В 1955 полностью реабилитирован.
С середины 50-х годов занимался внедрением математических методов в планирование народного хозяйства. В 1959—1962 годах возглавлял лабораторию экономико-математических методов Совета по изучению производительных сил АН СССР. С 1963 года и до последних дней жизни — в ЦЭМИ АН СССР, где он работал заведующим лабораторией и старшим научным сотрудником.
Урна с прахом захоронена в колумбарии Донского кладбища.

## Премии и награды
- За доблестный труд в Великой Отечественной войне 1941-45 гг.
- Государственная премия СССР за работы в области межотраслевого баланса (1968)

## Основные работы
Л. Е. Минцем было опубликовано свыше двухсот работ по различным проблемам экономической науки. Наиболее значимые из них:
- Мировая безработица. М., 1922;
- Влияние неурожаев на промышленность и труд России. М., 1923;
- Очерки развития статистики численности и состава промышленного пролетариата в России. М., 1924;
- Статистика численности и состава рабочей силы на железнодорожном транспорте в России. М., 1925;
- Отход крестьянского населения на заработки в СССР. М.: Вопросы труда, 1925;
- Как живёт безработный. М., 1927;
- Аграрное перенаселение и рынок труда в СССР. М.-Л.: ГИЗ 1929;
- Командный состав промышленности, транспорта и сельского хозяйства СССР. М., 1929;
- Статистика труда. М., 1930;
- Методы выявления резервов рабочего времени в производстве. // Учёные записки по статистике. М., 1956. Т. 2;
- Из истории статистических исследований измерения уровня и факторов роста производительности труда // Вопросы экономической статистики. М., 1958;
- Население и трудовые ресурсы восточных районов СССР. М., 1958;
- Статистика и применение математических методов в экономических исследованиях. М., 1961 (совм. с Б. В. Финкельштейном);
- Применение математических методов к решению проблемы размещения и изучения межрайонных связей. М., 1962;
- Статистика и планирование численности специалистов народного хозяйства. М., 1965;
- Межотраслевой баланс экономического района. М., 1967 (ред. и соавт.);
- Проблемы баланса труда и использования трудовых ресурсов в СССР. М., 1967;
- Использование отчетных межотраслевых балансов производства и распределения продукции и затрат труда для планирования народного хозяйства по союзным республикам. М., 1967;
- Трудовые ресурсы СССР. М., 1967.
  - 2-е изд. М., 1975;
- Статистические балансы и экономико-математические модели в планировании. М., 1976;
- Социально-экономические и социологические проблемы баланса трудовых ресурсов и бюджета времени. М., 1979.